# Raymond Fellay
Pour les articles homonymes, voir Fellay.
Raymond Fellay, né le 16 janvier 1932 à Verbier et mort le 29 mai 1994 à Sion, est un skieur alpin suisse.

## Palmarès

### Jeux olympiques d'hiver
| Épreuve / Édition         | Descente | Slalom géant | Slalom |
| JO 1956 Cortina d'Ampezzo | Argent   | 27e          | 11e    |

### Championnats du monde
| Épreuve / Édition         | Descente | Slalom géant | Slalom | Combiné |
| JO 1956 Cortina d'Ampezzo | Argent   | 27e          | 11e    | 4e      |

### Arlberg-Kandahar
- Meilleur résultat : 5e place dans la descente 1955 à Mürren